# Francis Drake

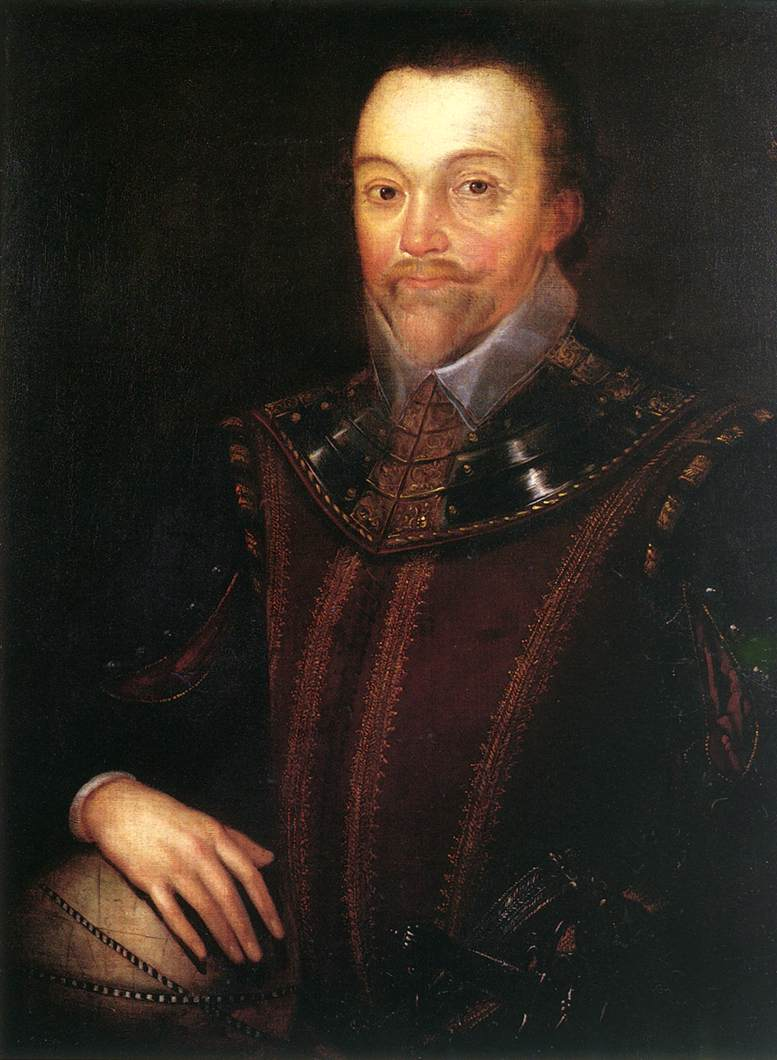
Tranh sơn dầu của Marcus Gheeraerts con họa chân dung Francis Drake.

Phó Đô đốc Francis Drake, (1540  - 28 tháng 1 1596) là một nhà thám hiểm hàng hải, thuyền trưởng người Anh, người buôn nô lệ, chính trị gia vào thời nữ hoàng Elizabeth I. Ông là người thứ hai đi chu du vòng quanh thế giới bằng đường biển, từ năm 1577 đến 1580. Ông là phó chỉ huy hạm đội Anh chống lại hạm đội Tây Ban Nha năm 1588. Ông chết vì bệnh kiết lỵ sau khi thất bại trong cuộc tấn công San Juan, Puerto Rico năm 1596.
Những thành công của ông đã làm nên huyền thoại, đưa ông trở thành một người anh hùng, một cướp biển Tây Ban Nha đã gọi ông là El Draque (Rồng). Vua Philip II đã treo giá 20,000 ducat cho ai lấy được mạng sống của ông.